# Quercus austrina
Quercus austrina es una especie de roble que pertenece a la familia de las fagáceas.  Está clasificada en la Sección Quercus, que son los robles blancos de Europa, Asia y América del Norte. Tienen los estilos cortos; las bellotas maduran en 6 meses y tienen un sabor dulce y ligeramente amargo, el interior de la bellota tiene pelo. Las hojas carecen de una mayoría de cerdas en sus lóbulos, que suelen ser redondeados.

## Descripción
Quercus austrina es un tipo de árbol caducifolio que alcanza un tamaño de 20 a 25 metros de altura. La corteza es de color gris pálido, con escamas, con el tiempo dividido en cantos amplios. Las ramas son de color marrón oscuro a rojizo, de entre 2 a 2,5 milímetros de diámetro. A menudo con prominentes, lenticelas de corcho blanco. Los brotes son de color marrón rojizo oscuro, ovoides, distales agudas, 3-5 × 2-2,5 mm, puberulentosos. Las hojas tienen un color verde o gris verde, estrechamente obovadas o elípticas, de 7-10 (-200) x (13 -) 3-50 (-115) mm, base cuneada o atenuar, los márgenes son ondulados e irregularmente superficialmente lobuladas, los lóbulos redondeados, a veces obtuso, venas secundarias 4-6 (-8) a cada lado. El ápice es estrecho o ampliamente redondeado. La cara inferior de las hojas están forradas con pelos estrellados semierectas de 0,5 mm de diámetro, glabros en la madurez, a menudo con algunos pelos restantes. A lo largo de las venas cerca del nervio central, glabros cara superior de las hojas , brillantes. El peciolo mide entre 3 a 5 mm. Florecen en primavera. Las bellotas subsésiles o al pedúnculo axilar fuerte de 15 mm. La copa de las bellotas son hemisféricas o profundas copas o en forma de copa, de 90-10 mm de profundidad x 13/10 mm de ancho. Tiene diferentes cotiledones .

## Distribución
El Quercus austrina crece en Estados Unidos en los estados de Alabama, Florida, Georgia, Misisipi, Carolina del Norte y Carolina del Sur donde se encuentran en las cuencas de ríos y bosques húmedos, desde el nivel del mar hasta los 200 metros de altitud.

## Observaciones
El Quercus austrina es probablemente la encina más incomprendida  del sudeste de Estados Unidos. Aunque la especie es bastante generalizada, aparentemente es abundante sólo en el ámbito local y no está bien representada en los herbarios. Esto puede ser debido en parte a que el  del sudeste es a menudo confundido con el Quercus sinuata, que superficialmente se parece, o como el Quercus nigra, un roble de color rojo con hojas de forma similar. Se distingue fácilmente del Quercus sinuata por su mayor tamaño, los brotes más agudos, más oscuras las ramas, más profundas, las bellotas de los cornetes, y la falta de diminutos pelos adpresos, estrellados en la superficie foliar abaxial. En cambio, el Quercus austrina tiene un tomento de suaves pelos erectos en las hojas jóvenes, y tiene glabras las hojas maduras.

## Taxonomía
Quercus austrina fue descrita por  John Kunkel Small    y publicado en Flora of the Southeastern United States 353, 1329. 1903.
Etimología
Quercus: nombre genérico del latín que designaba igualmente al roble y a la encina.
austrina: epíteto latino que significa "del sur".
Sinonimia
- Quercus durandii var. austrina (Small) E.J.Palmer	[3][4]